# František Doubek (grafik)
František Doubek (21. dubna 1940, Milevsko – 11. prosince 2011, Písek) byl český grafik, učitel, malíř a ilustrátor.

## Život
Vystudoval Vysokou školu pedagogickou v Praze. Výtvarná studia na PedF UK završil v roce 1962 promocí u profesora Cyrila Boudy. Pedagogické činnosti se později sám aktivně věnoval v jihočeském Písku. Vyučoval na gymnáziu, v lidové škole umění, střední zdravotnické škole a byl pedagogem na Soukromé střední výtvarné škole.
Jeho grafická práce čerpá především z odkazu českých dějin, vyhotovil portréty českých králů i císařů, zachytil symboly mnoha českých měst, vypracoval znaky pro jihočeské obce, ex libris, ilustroval básnické sbírky, věnoval se grafické úpravě knih.
František Doubek vystavoval nejen v Písku, Českých Budějovicích a jinde na jihu Čech, ale i v Senátu ČR (2010) a v zahraničí. V Bruselu to bylo u příležitosti českého předsednictví Evropské unii (2009), dále to byla například Káhira, Deggendorf, Freistadt, Gmunden, Spojené arabské emiráty, nebo Vídeň.
Pochován je v Písku na lesním hřbitově.

## Galerie
- Znak pro Borovany
- Znak obce Radětice u Bechyně